# Cap Estate
Cap Estate es una localidad de Santa Lucía que forma parte del distrito de Gros Islet.